# Ведмідь бурий тянь-шанський
Ведмідь бурий тянь-шанський (також відомий як гімалайський бурий ведмідь, лат. Ursus arctos isabellinus) — хижий ссавець роду ведмідь (Ursus), підвид ведмедя бурого. Довжина дорослого ведмедя до 140 см, маса до 300 кг, але іноді може бути й до 600 кг.

## Розповсюдження
Живе в горах Паміру, Тянь-Шаню, західних Гімалаїв та Афганістану. Його місцями проживання є гірські ліси, альпійські та субальпійські луги.

## Спосіб життя
Веде осілий спосіб життя, активність сутінкова. Властивий зимовий сон в жовтні-грудні, в теплі зими не спить.

### Харчування
Живиться рослинною (фруктами, ягодами, горіхами) і тваринною їжею.

### Розмноження
Гін у травні-липні. Вагітність 6-8 місяців. Самиця народжує 1-4 ведмежат у грудні-січні.